# Bilderbergconferentie 2011
De Bilderbergconferentie van 2011 werd gehouden van 9 t/m 12 juni 2011 in het Suvretta House in Sankt Moritz, Zwitserland. Vermeld zijn de officiële agenda indien bekend, alsmede namen van deelnemers indien bekend. Achter de naam van de opgenomen deelnemers staat de hoofdfunctie die ze op het moment van uitnodiging uitoefenden.

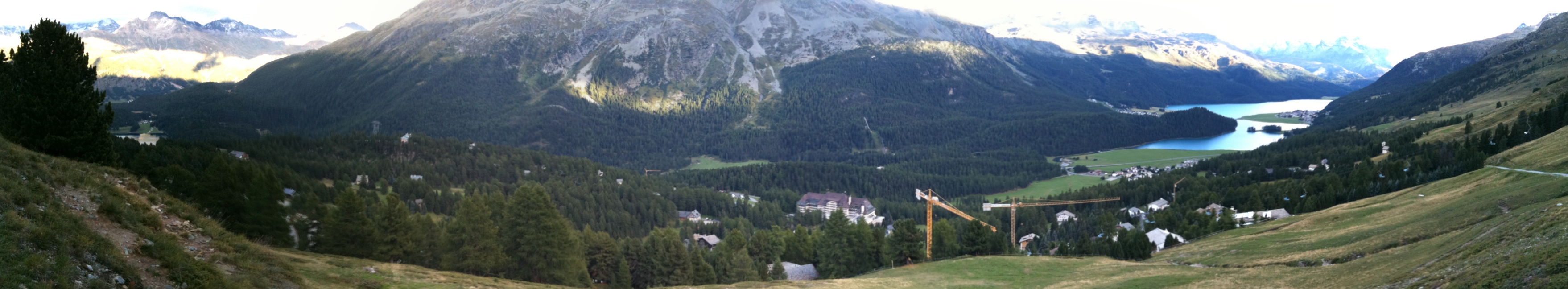
Omgeving van Sankt Moritz met in het midden het Suvretta House

## Agenda
- The Middle East: What Does Democracy Mean? (Het Midden-Oosten: Wat betekent democratie?)
- Emerging Economies: Roles and Responsibilities (Opkomende economieën: Rollen en verantwoordelijkheden)
- Economic and National Security in a Digital Age (Economische en nationale veiligheid in een digitaal tijdperk)
- Technological Innovation in Western Economies: Stagnation or Promise? (Technologische innovatie in westerse economieën: stagnatie of belofte?)
- The Appetite for Reform: Can Governments Deliver? (De lust naar hervormingen: Kunnen regeringen hieraan voldoen?)
- Switzerland: Can It Remain Successful in the Future? (Zwitserland: Kan het succesvol blijven in de toekomst?)
- European Union's Challenges (Uitdagingen van de Europese Unie)
- A Sustainable Euro: Implications for European Economies (Een duurzame Euro: Gevolgen voor de Europese economieën)
- China's Domestic Challenges (De binnenlandse uitdagingen van China)
- China's Regional and Global Challenges (De regionale en mondiale uitdagingen van China)
- Connectivity and the Diffusion of Power (Connectiviteit en de verspreiding van macht)
- Current Conflict Areas (Actuele conflictgebieden)
- Demographic Stresses (Demografische druk)

## Deelnemers
| Land                | Naam                                 | Functie |
| ------------------- | ------------------------------------ | --- |
| België              | Etienne Davignon,                    | Minister van Staat                                                                                                  |
| Duitsland           | Josef Ackermann,                     | Voorzitter van het Managementteam en de Group Executive Committee, Deutsche Bank AG                                 |
| Verenigd Koninkrijk | Marcus Agius,                        | Voorzitter, Barclays plc                                                                                            |
| Verenigde Staten    | Keith B. Alexander,                  | Commandant, USCYBERCOM; Directeur, National Security Agency                                                         |
| Spanje              | Joaquín Almunia,                     | Vice President, Europese Commissie; Europees Commissaris voor Mededinging.                                          |
| Verenigde Staten    | Roger C. Altman,                     | Voorzitter, Evercore Partners Inc.                                                                                  |
| Finland             | Matti Apunen,                        | Directeur, Finnish Business and Policy Forum EVA                                                                    |
| Portugal            | Francisco Pinto Balsemão,            | Voorzitter en CEO, IMPRESA, S.G.P.S.; Voormalig premier                                                             |
| Frankrijk           | Nicolas Baverez,                     | Partner, Gibson, Dunn & Crutcher LLP                                                                                |
| Frankrijk           | Nicolas Bazire,                      | Managing Director, Groupe Arnault /LVMH                                                                             |
| Italië              | Franco Bernabè,                      | CEO, Telecom Italia SpA                                                                                             |
| Verenigde Staten    | Jeff Bezos,                          | Oprichter en CEO, Amazon.com                                                                                        |
| Zweden              | Carl Bildt,                          | Minister van Buitenlandse Zaken                                                                                     |
| Zweden              | Ewa Björling,                        | Minister van Handel                                                                                                 |
| Nederland           | Marc Bolland,                        | Chief Executive, Marks and Spencer Group plc                                                                        |
| Zwitserland         | Peter Brabeck-Letmathe,              | Voorzitter, Nestlé S.A.                                                                                             |
| Oostenrijk          | Oscar Bronner,                       | CEO en Uitgever, Standard Medien AG                                                                                 |
| Canada              | Mark J. Carney,                      | Gouverneur van de Bank of Canada                                                                                    |
| Frankrijk           | Henri de Castries,                   | Voorzitter en CEO, AXA                                                                                              |
| Spanje              | Juan Luis Cebrián,                   | CEO, PRISA |
| Nederland           | Marc Chavannes,                      | Politiek Columnist, NRC Handelsblad; Professor journalistiek, Universiteit van Groningen                            |
| Turkije             | Süreyya Ciliv,                       | CEO, Turkcell Iletisim Hizmetleri A.S.                                                                              |
| Canada              | Edmund Clark,                        | President en CEO, TD Bank Financial Group                                                                           |
| België              | Luc Coene,                           | Gouverneur, Nationale Bank van België                                                                               |
| Verenigde Staten    | Timothy C. Collins,                  | CEO, Ripplewood Holdings, LLC                                                                                       |
| Spanje              | María Dolores de Cospedal,           | Secretaris-Generaal van de Partido Popular                                                                          |
| België              | Frans van Daele                      | Stafchef van de voorzitter van de Europese Raad, Herman Van Rompuy                                                  |
| Griekenland         | George A. David,                     | Voorzitter, Coca-Cola H.B.C. S.A.                                                                                   |
| Denemarken          | Anders Eldrup,                       | CEO, Dong Energy |
| Italië              | John Elkann,                         | Voorzitter, FIAT S.p.A.                                                                                             |
| Duitsland           | Thomas Enders,                       | CEO, Airbus SAS |
| Oostenrijk          | Werner Faymann,                      | Bondskanselier |
| Denemarken          | Ulrik Federspiel,                    | Vice-President, Global Affairs, Haldor Topsøe A/S                                                                   |
| Verenigde Staten    | Martin S. George F. Baker Feldstein, | Professor of Economics, Harvard University                                                                          |
| Portugal            | Alves Clara Ferreira,                | CEO, Claref LDA; writer                                                                                             |
| Verenigd Koninkrijk | Douglas J. Flint,                    | Voorzitter, HSBC Holdings plc                                                                                       |
| China               | Ying Fu, Vice                        | Minister van buitenlandse zaken                                                                                     |
| Ierland             | Paul Gallagher,                      | Senior Counsel; Former Attorney General                                                                             |
| Zwitserland         | Hans Groth,                          | Senior Directeur, Healthcare Policy & Market Access, Oncology Business Unit, Pfizer Europe                          |
| Turkije             | Tayyibe Gülek Domac,                 | Voormalig Minister van Staat                                                                                        |
| Nederland           | Victor Halberstadt,                  | Professor of Economics, Universiteit van Leiden; Voormalig Honorary Secretary General van de Bilderbergconferenties |
| Griekenland         | Gikas A. Hardouvelis,                | Chief Economist and Head of Research, Eurobank EFG                                                                  |
| Verenigde Staten    | Reid Hoffman,                        | Medeoprichter en Executive Voorzitter, LinkedIn                                                                     |
| China               | Yiping Huang,                        | Professor Economie, China Center for Economic Research, Universiteit van Peking                                     |
| Verenigde Staten    | Chris R. Hughes,                     | Medeoprichter , Facebook                                                                                            |
| Verenigde Staten    | Kenneth M. Jacobs,                   | Voorzitter & CEO, Lazard                                                                                            |
| Zwitserland         | Barbara Janom Steiner,               | Hoofd van het departement justitie, veiligheid en gezondheid van het kanton Graubünden                              |
| Finland             | Ole Johansson,                       | Voorzitter, Confederation of the Finnish Industries EK                                                              |
| Verenigde Staten    | James A. Johnson,                    | Vice Voorzitter, Perseus, LLC                                                                                       |
| Verenigde Staten    | Vernon E. Jordan Jr.                 | Senior Managing Directeur, Lazard Frères & Co. LLC                                                                  |
| Verenigde Staten    | John M. Keane                        | Senior Partner, SCP Partners; Generaal bd., US Army                                                                 |
| Verenigd Koninkrijk | John Kerr,                           | Lid van het House of Lords; Deputy Voorzitter, Royal Dutch Shell plc                                                |
| Verenigde Staten    | Henry A. Kissinger,                  | Voorzitter, Kissinger Associates, Inc.                                                                              |
| Verenigde Staten    | Klaus Kleinfeld,                     | Voorzitter en CEO, Alcoa                                                                                            |
| Turkije             | Mustafa V. Koç,                      | Voorzitter, Koç Holding A.S.                                                                                        |
| Verenigde Staten    | Henry R. Kravis,                     | Co-Voorzitter en co-CEO, Kohlberg Kravis Roberts & Co.                                                              |
| Verenigde Staten    | Marie-Josée Kravis,                  | Senior Fellow, Hudson Institute, Inc.                                                                               |
| Nederland           | Neelie Kroes                         | Vicevoorzitter Europese Commissie; Europees Commissaris voor de Digital Agenda                                      |
| Zwitserland         | Kudelski, André                      | Voorzitter en CEO, Kudelski Group SA                                                                                |
| Verenigd Koninkrijk | Lambert, Richard                     | Independent Non-Executive Directeur, Ernst & Young                                                                  |
| INT                 | Lamy, Pascal                         | Directeur General, World Trade Organization                                                                         |
| Spanje              | León Gross, Bernardino               | Secretary General of the Spanish Presidency                                                                         |
| Zwitserland         | Leuthard, Doris                      | Federal Councillor                                                                                                  |
| Frankrijk           | Lévy, Maurice                        | Voorzitter en CEO, Publicis Groupe S.A.                                                                             |
| België              | Leysen, Thomas                       | Voorzitter, Umicore                                                                                                 |
| Verenigde Staten    | Li, Cheng                            | Senior Fellow and Directeur of Research, John L. Thornton China Center, Brookings Institution                       |
| Duitsland           | Löscher, Peter                       | President and CEO, Siemens AG                                                                                       |
| Verenigd Koninkrijk | Mandelson, Peter                     | Member, House of Lords; Voorzitter, Global Counsel                                                                  |
| Ierland             | McDowell, Michael                    | Senior Counsel, Law Library; Former Deputy Prime Minister                                                           |
| Canada              | McKenna, Frank                       | Deputy Chair, TD Bank Financial Group                                                                               |
| Verenigd Koninkrijk | Micklethwait, John                   | Editor-in-Chief, The Economist                                                                                      |
| Frankrijk           | Montbrial, Thierry de                | President, French Institute for International Relations                                                             |
| Italië              | Mario Monti                          | Premier van Italië, Voorzitter Universita Commerciale Luigi Bocconi                                                 |
| Rusland             | Mordashov, Alexey A.                 | CEO, Severstal |
| Verenigde Staten    | Mundie, Craig J.                     | Chief Research and Strategy Officer, Microsoft Corporation                                                          |
| Noorwegen           | Myklebust, Egil                      | voormalig Voorzitter van de Board of Directors SAS, Norsk Hydro ASA                                                 |
| Duitsland           | Nass, Matthias                       | Chief International Correspondent, Die Zeit                                                                         |
| Nederland           | Beatrix der Nederlanden              | staatshoofd |
| Spanje              | Nin Génova, Juan María               | President and CEO, La Caixa                                                                                         |
| Portugal            | Nogueira Leite, António              | Member of the Board, José de Mello Investimentos, SGPS, SA                                                          |
| Noorwegen           | Haakon van Noorwegen                 | Kroonprins |
| Finland             | Ollila, Jorma                        | Voorzitter, Royal Dutch Shell plc                                                                                   |
| Canada              | Orbinksi, James                      | Professor of Medicine and Politiek Science, University of Toronto                                                   |
| Verenigde Staten    | Orszag, Peter R.                     | Vice Voorzitter, Citigroup Global Markets, Inc.                                                                     |
| Verenigd Koninkrijk | Osborne, George                      | Chancellor of the Exchequer                                                                                         |
| Noorwegen           | Ottersen, Ole Petter                 | Rector, University of Oslo                                                                                          |
| Duitsland           | Papaconstantinou, George             | Minister of Finance                                                                                                 |
| Turkije             | Pekin, Şefika                        | Founding Partner, Pekin & Bayar Law Firm                                                                            |
| Finland             | Pentikäinen, Mikael                  | Uitgever en Senior Editor-in-Chief, Helsingin Sanomat                                                               |
| Verenigde Staten    | Perle, Richard N.                    | Resident Fellow, American Enterprise Institute for Public Policy Research                                           |
| Canada              | Prichard, J. Robert S.               | Voorzitter, Torys LLP                                                                                               |
| Canada              | Reisman, Heather                     | Voorzitter en CEO, Indigo Books & Music Inc.                                                                        |
| Verenigde Staten    | Rockefeller, David                   | Voormalig Voorzitter Chase Manhattan Bank                                                                           |
| Verenigde Staten    | Rose, Charlie                        | Executive Editor and Anchor, Charlie Rose                                                                           |
| Nederland           | Uri Rosenthal                        | Minister van Buitenlandse Zaken                                                                                     |
| Oostenrijk          | Rothensteiner, Walter                | Voorzitter of the Board, Raiffeisen Zentralbank Österreich AG                                                       |
| Frankrijk           | Roy, Olivier                         | Professor of Social and Politiek Theory, European University Institute                                              |
| Verenigde Staten    | Rubin, Robert E.                     | Co-Voorzitter, Council on Foreign Relations; Former Secretary of the Treasury                                       |
| Italië              | Scaroni, Paolo                       | CEO, Eni S.p.A. |
| Zwitserland         | Schmid, Martin                       | President, Government of the Canton Grisons                                                                         |
| Verenigde Staten    | Schmidt, Eric                        | Executive Voorzitter, Google Inc.                                                                                   |
| Oostenrijk          | Scholten, Rudolf                     | Member of the Board of Executive Directeurs, Oesterreichische Kontrollbank AG                                       |
| Denemarken          | Schütze, Peter                       | Member of the Executive Management, Nordea Bank AB                                                                  |
| Zwitserland         | Schweiger, Rolf                      | Member of the Swiss Council of States                                                                               |
| INT                 | Sheeran, Josette                     | Executive Directeur, United Nations World Food Programme                                                            |
| Zwitserland         | Soiron, Rolf                         | Voorzitter of the Board, Holcim Ltd., Lonza Ltd.                                                                    |
| INT                 | Solana Madariaga, Javier             | President, ESADEgeo Center for Global Economy and Geopolitics                                                       |
| Noorwegen           | Solberg, Erna                        | Leader of the Conservative Party                                                                                    |
| Spanje              | H.M. de Koningin van Spanje          | |
| Verenigde Staten    | Steinberg, James B.                  | Deputy Secretary of State                                                                                           |
| Duitsland           | Steinbrück, Peer                     | Member of the Bundestag; Former Minister of Finance                                                                 |
| Verenigd Koninkrijk | Stewart, Rory                        | Member of Parliament                                                                                                |
| Ierland             | Sutherland, Peter D.                 | Voorzitter, Goldman Sachs International                                                                             |
| Verenigd Koninkrijk | Taylor, J. Martin                    | Voorzitter, Syngenta International AG                                                                               |
| Verenigde Staten    | Thiel, Peter A.                      | President, Clarium Capital Management, LLC                                                                          |
| Italië              | Tremonti, Giulio                     | Minister of Economy and Finance                                                                                     |
| INT                 | Trichet, Jean-Claude                 | President, European Central Bank                                                                                    |
| Griekenland         | Tsoukalis, Loukas                    | President, ELIAMEP                                                                                                  |
| INT                 | Van Rompuy, Herman                   | President, European Council                                                                                         |
| Verenigde Staten    | Varney, Christine A.                 | Assistant Attorney General for Antitrust                                                                            |
| Zwitserland         | Vasella, Daniel L.                   | Voorzitter, Novartis AG                                                                                             |
| Verenigde Staten    | Vaupel, James W.                     | Founding Directeur, Max Planck Institute for Demographic Research                                                   |
| Zweden              | Wallenberg, Jacob                    | Voorzitter, Investor AB                                                                                             |
| Verenigde Staten    | Warsh, Kevin                         | Former Governor, Federal Reserve Board                                                                              |
| Nederland           | Winter, Jaap W.                      | Partner, De Brauw Blackstone Westbroek                                                                              |
| Zwitserland         | Witmer, Jürg                         | Voorzitter, Givaudan SA and Clariant AG                                                                             |
| Verenigde Staten    | Wolfensohn, James D.                 | Voorzitter, Wolfensohn & Company, LLC                                                                               |
| INT                 | Zoellick, Robert B.                  | President, The World Bank Group                                                                                     |

Rapporteurs 
- Verenigd Koninkrijk -  Bredow, Vendeline von  - Business Correspondent, The Economist
- Verenigd Koninkrijk -  Wooldridge, Adrian D. - Foreign Correspondent, The Economist

1954 ·
1955 (1) ·
1955 (2) ·
1956 ·
1957 (1) ·
1957 (2) ·
1958 ·
1959 ·
1960 ·
1961 ·
1962 ·
1963 ·
1964 ·
1965 ·
1966 ·
1967 ·
1968 ·
1969 ·
1970 ·
1971 ·
1972 ·
1973 ·
1974 ·
1975 ·
(1976) ·
1977 ·
1978 ·
1979 ·
1980 ·
1981 ·
1982 ·
1983 ·
1984 ·
1985 ·
1986 ·
1987 ·
1988 ·
1989 ·
1990 ·
1991 ·
1992 ·
1993 ·
1994 ·
1995 ·
1996 ·
1997 ·
1998 ·
1999 ·
2000 ·
2001 ·
2002 ·
2003 ·
2004 ·
2005 ·
2006 ·
2007 ·
2008 ·
2009 ·
2010 ·
2011 ·
2012 ·
2013 ·
2014 ·
2015 ·
2016 ·
2017 ·
2018 ·
2019 ·
2020 ·
2021 ·
2022 ·
2023